# Thank God It's Christmas
«Thank God It's Christmas» (en español: Gracias a Dios es Navidad) es una canción escrita y grabada en el verano de 1984, poco antes de que Queen empezara los preparativos de su gira, Brian, Roger y John hicieron sus partes en Londres, mientras que Freddie lo hizo en Múnich, al mismo tiempo que trabajaba en su álbum solista Mr. Bad Guy. Es un sencillo navideño lanzado por la banda de rock inglesa británica Queen a finales de 1984 como parte de su disco The Works, aunque nunca fue incluida en ningún álbum de estudio. Solo apareció en el Greatest Hits III que fue lanzado en 1999. La canción fue escrita por el guitarrista Brian May y por el baterista Roger Taylor.

## Lanzamientos
Lanzado el 26 de noviembre de 1984, el sencillo pasó y permaneció seis semanas en las listas inglesas alcanzando la posición 21 en el Reino Unido, durante la Navidad de 1984 y el nuevo año de 1985, siendo su puesto más alto y alcanzó el número 21. La canción también fue usada como lado B del sencillo A Winter's Tale del disco Made In Heaven de 1995.
La canción no fue incluida en ningún disco de estudio de la banda, solo apareciendo en los Greatest Hits III, lanzada en 1999, y como el lado B del sencillo de A Winter's Tale del álbum de 1995 Made in Heaven. Sin embargo, de todas formas, el tema de la pista finalmente se metió y se incluyó en el EP extra adicional empaquetado que de daba con la edición de lujo junto a la versión deluxe de su álbum The Works, remasterizada y relanzada en 2011.
No se grabó ningún vídeo para la canción. Aparece en varios copilaciones navideñas, incluyendo la original l Now That's What I Call Christmas, lanzada en 1985 pero eliminada.
Aparece en la compilación navideña en LP The Edge Of Christmas en su versión 12" completa, con la introducción con la batería. También aparece en la compilación exclusiva de Estados Unidos llamada The Queen Collection, que consistía en un relanzamiento de los LPs Classic Queen y Queen's Greatest Hits junto a un CD extra llamado Queen Talks que incluía la canción, como también una entrevista de la banda de 1989.

## Vídeo musical
Tras su lanzamiento original, no se filmó ningún vídeo promocional para la pista, con programas que a menudo utilizan imágenes de actuaciones en vivo en lugar de un vídeo musical promocional oficial. En una entrevista de 2018 con Ultimate Classic Rock, Brian May culpó a la falta de un vídeo musical por la decepcionante actuación de la lista de éxitos.
En 2019, se produjo una versión animada del vídeo musical. La animación, dirigida por Justin Moon y Drew Gleason, representaba una escena vespertina invernal, con personas disfrutando de la compañía del otro durante la temporada navideña. El vídeo fue lanzado en diciembre de 2019 en el canal oficial de Queen de YouTube.

## Lista de canciones

### 7"
EMI / QUEEN 5

| Side one |                            |          |  |
| N.º      | Título                     | Duración |  |
| 1.       | «Thank God It's Christmas» | 4:22     |  |

| Side two |                                 |          |  |
| N.º      | Título                          | Duración |  |
| 1.       | «Man On The Prowl»              | 3:30     |  |
| 2.       | «Keep Passing the Open Windows» | 5:22     |  |

### 12"
EMI / 12QUEEN 5

| Side one |                                       |          |  |
| N.º      | Título                                | Duración |  |
| 1.       | «Thank God It's Christmas»            | 4:19     |  |
| 2.       | «Man on the Prowl» (Extended version) | 5:56     |  |

| Side two |                                                    |          |  |
| N.º      | Título                                             | Duración |  |
| 1.       | «Keep Passing the Open Windows» (Extended version) | 6:50     |  |

## Personal
- Músicos:
- Freddie Mercury: voz líder y coros
- Brian May: guitarra eléctrica, sintetizador, coros
- Roger Taylor: batería, máquina de batería, sintetizador, campanillas, coros
- John Deacon: bajo

- Datos: Q935512